# Wasserhaushalt (Hydrologie)
Der Wasserhaushalt ist in den Geowissenschaften die Aufstellung der Aufnahme und Abgabe von Wasser in einem geographischen Gebiet, etwa in einem Ozean, oder einer Landschaft. Bei Landschaften werden dabei unter anderem das Oberflächenwasser, Verdunstung, Niederschlag und die Ströme des Grundwassers berücksichtigt. Der Wasserhaushalt bestimmt maßgeblich die Ökosysteme, die sich in der Landschaft etablieren können und die Eignung zur landwirtschaftlichen Nutzung.

## Globaler Wasserhaushalt

Verteilung der Wassermengen auf der Erde

Globaler Wasserkreislauf des Süßwassers. Angaben in Mio km³, Pfeile mit Jahresfluss

Die Erde besitzt etwa 1,4 Mrd. km³ freies, also verfügbares Wasser. Trotz dieser riesigen Menge ist Wasser ein kostbares Gut, weil 97 % Salzwasser und damit nur eingeschränkt nutzbar sind. Nur 3 % sind Süßwasser.
Durch die Sonneneinstrahlung verdunstet jährlich etwa eine halbe Million km³ Wasser, um anschließend wieder abzuregnen. Dieser globale Wasserkreislauf speist alle Fließgewässer und ist ein wesentlicher Antriebsmotor des Wettergeschehens. Ein Drittel des Niederschlages über Land stammt aus der Verdunstung von Meereswasser. Damit steht den Landflächen also mehr Wasser zur Verfügung, als über dem Land verdunstet. 
Der globale Wasserkreislauf wird dabei nicht nur aus Verdunstung und Niederschlägen gespeist, es spielen auch Versickerung, Oberflächenabfluss und Kondensation eine Rolle.
Vor allem die großen zusammenhängenden Wälder der Welt tragen durch Wasseraufnahme aus dem Boden, Wasserspeicherung und Verdunstung über die Blätter zum Wasserhaushalt der Erde wesentlich bei.

## Erdkundliche Aspekte des Wasserhaushaltes
Die  Menge der Niederschläge und die Temperaturen sind weltweit sehr unterschiedlich. Dies bedeutet auch, dass regional sehr unterschiedlich viel Wasser verdunstet. Für die Klimaregionen ist es aber weniger wichtig, wie groß die Niederschlagsmengen sind, stattdessen ist das Verhältnis von Niederschlag (N) und Verdunstung (V) wesentlich.
Daraus ergeben sich dann folgende klimatische Unterscheidungen zum Wasserhaushalt:
- Humider Wasserhaushalt

Hier gilt N>V, Gebiete mit solch einem Wasserhaushalt sind gezeichnet durch viele Flüsse, Seen, Sickerwasser und einen sinkenden Bodenwasserstrom.
- Arider Wasserhaushalt

Hier gilt V>N, dies führt dazu, dass Wasserrücklagen aufgebraucht werden. Typisch sind hier Salzseen, Endseen und lediglich periodisch fließende Flüsse.
Ebenfalls ein Merkmal ist die Salzkrustenbildung am Boden, die durch den steigenden Bodenwasserstrom hervorgehoben wird.
- Nivaler Wasserhaushalt

Hier gilt N→R, d. h., der gefallene Niederschlag wird als Eis, Schnee oder Gletscher dem Wasserhaushalt langfristig entzogen und dient als Rücklage (R).
Diese Art des Wasserhaushaltes ist eine Unterform des humiden Wasserhaushaltes und kommt besonders in Polargebieten und Gebirgen oberhalb der Schneegrenze vor.
Es gibt auch Mischformen des Wasserhaushaltes:
- Semihumider Wasserhaushalt

In Gebieten mit semihumidem Wasserhaushalt herrscht in mehr als 6 Monaten im Jahr ein humider Wasserhaushalt, der dann durch einen ariden Wasserhaushalt abgelöst wird.
- Semiarider Wasserhaushalt

Im Gegensatz zum semihumiden Wasserhaushalt herrscht in mehr als 6 Monaten arider Wasserhaushalt, in der restlichen Zeit humider Wasserhaushalt.

## Wasserhaushalt in der Wasserwirtschaft
Wasser ist eine wichtige natürliche Ressource für viele gesellschaftliche und wirtschaftliche Vorgänge. Daher gibt es Gesetze und Verordnungen, die den Umgang reglementieren. In Deutschland sind dies unter anderem das Wasserhaushaltsgesetz des Bundes (WHG) und die Landeswassergesetze der Bundesländer.